# Tramway de Sète

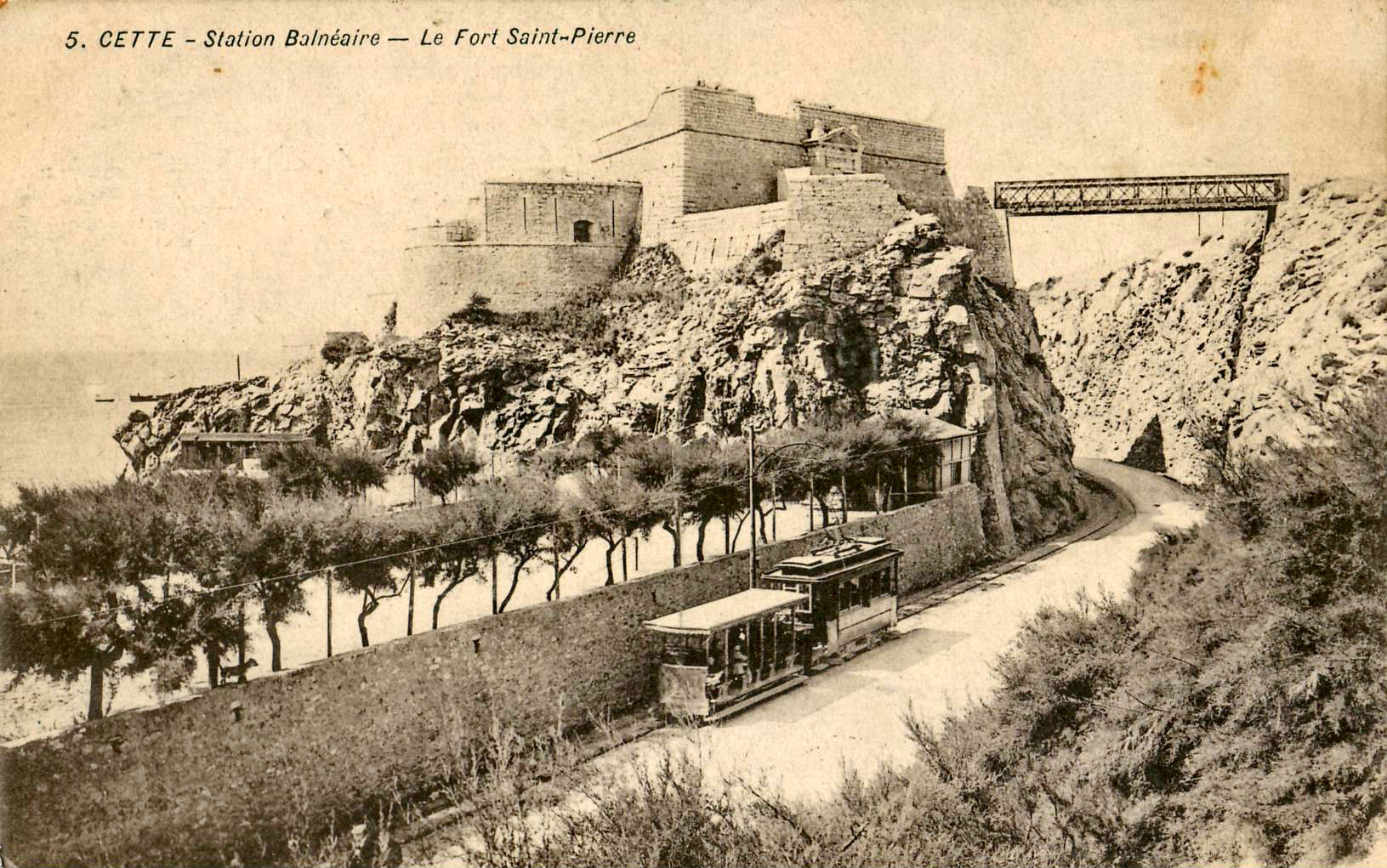
Motrice et baladeuse du tramway de Sète devant le Fort Saint-Pierre.

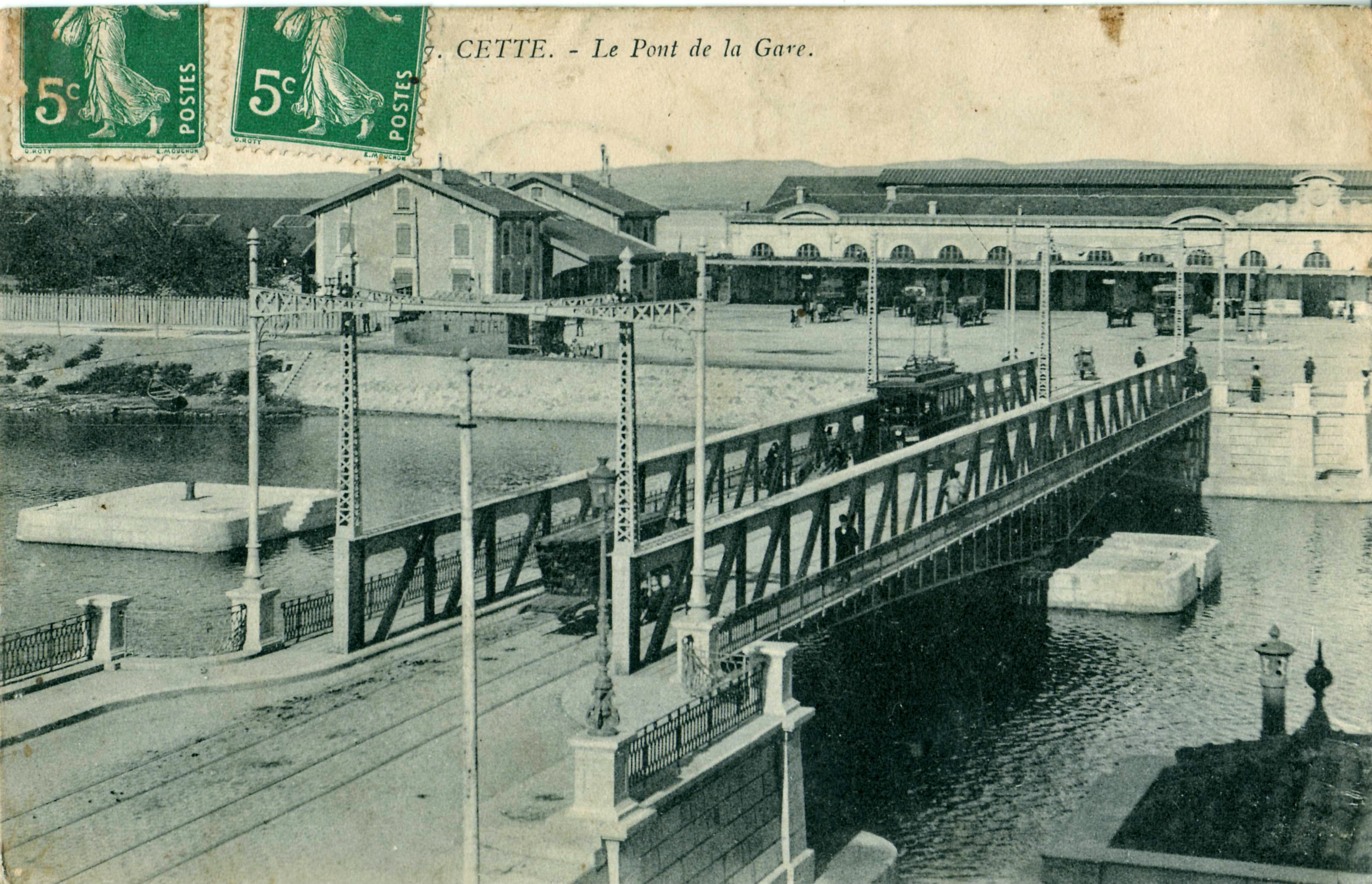
Le pont de la gare et un tramway.

Le Tramway de Sète est un réseau de tramway urbain électrique ayant fonctionné dans la ville de Sète, de 1901 à 1933.

## Histoire
Durant son existence la Compagnie des tramways de Sète exploite quatre lignes, qui forment un réseau long de 8,6 kilomètres. Cette compagnie, fondée le 22 décembre 1898 à Lyon, est une filiale du groupe Omnium lyonnais de chemins de fer et tramways dont le siège est à Paris, au 22 rue Scribe.
Les lignes mises en service en janvier 1901, fonctionnent jusqu'en décembre 1933.

## Lignes
Le réseau comprend les lignes suivantes :
- Ligne 1 : Gare - Môle, 2,1 km ;
- Ligne 2 : Les Halles - La Peyrade, 3,4 km ;
- Ligne 3 : Métairies - Bourse, 2 km ;
- Ligne 4 : Môle - Corniche, 1,7 km ;

Il existe un ouvrage d'art : le pont tournant franchissable par le tramway, situé devant la gare. 
Le dépôt et l'usine de production d'électricité se trouvent au terminus de la Peyrade, sur la route de Montpellier.

## Matériel roulant
Le matériel roulant comprend : 
- douze motrices électriques à deux essieux, livrées en 1901 ;
- quatre remorques à deux essieux, ouvertes sur les côtés, de type « baladeuse ».